# دانیل بورکنیا
دانیل بورکنیا (روسی: Даниил Серге́евич Буркеня؛ زادهٔ ۲۰ ژوئیهٔ ۱۹۷۸) ورزشکار دو و میدانی اهل روسیه است.